# 펩타이드 합성
펩타이드 합성은 아미드 결합을 통해 여러 아미노산이 연결된 화합물인 펩타이드를 생산하는 것을 가리키는 용어이다. 

## 설명
유기화학에서 펩타이드 합성은 한 아미노산의 카복시산이 다른 아미노산의 아민에 대한 축합 반응에 의해 화학적으로 합성된다. 보호군 전략은 일반적으로 다양한 아미노산 측쇄와의 바람직하지 않은 부반응을 방지하기 위해 필요하다. 화학적 펩타이드 합성은 가장 일반적으로 펩타이드의 카르복실 말단(C-terminus)에서 시작하여 아미노 말단(N 말단)으로 진행된다. 살아있는 유기체의 단백질 생합성(긴 펩타이드)은 반대 방향으로 발생한다. 펩타이드의 화학적 합성은 고전적인 용액상 기술을 사용하여 수행할 수 있지만 대부분의 연구 개발 환경에서는 고체상 방법으로 대체되었다. 용액 상 합성은 산업 목적을 위한 펩타이드의 대규모 생산에 대한 유용성을 유지한다. 단백질 생산은 대규모 생산에 더 비용 효율적이지만 화학 합성은 박테리아에서 발현하기 어려운 펩타이드의 생산, 비천연 아미노산의 통합, 펩타이드/단백질 골격 변형 및 D-아미노산으로 구성된 D-단백질의 합성을 촉진한다.

## 같이 보기
- 펩타이드
- 아미노산